# Gentiana pterocalyx
Gentiana pterocalyx là một loài thực vật có hoa trong họ Long đởm. Loài này được Franch. mô tả khoa học đầu tiên năm 1890.